# Instituto Luis de Góngora
El Instituto Luis de Góngora es una de las instituciones educativas más antiguas de Córdoba, España, establecida a mediados del siglo XVI. En 2018 fue reconocido como Instituto Histórico de Andalucía por la Junta de Andalucía, por lo que pasó a formar parte de la red de Institutos Históricos Educativos de Andalucía, integrada por diecisiete centros docentes que datan del siglo XIX o primer tercio del siglo XX.

## Historia
El origen del actual Instituto Góngora se encuentra en el Colegio de la Asunción, fundación docente cordobesa establecida en 1547 por Pedro López de Alba, médico del rey Carlos V, a instancia del santo maestro Juan de Ávila. El colegio funcionaba ya legalmente al menos desde el año 1569, aunque no fue erigido hasta el día 15 de agosto del año 1577 por bula pontificia de Gregorio XIII. El fin de esta fundación fue el de acoger a estudiantes sin recursos que pensaban dedicarse al sacerdocio, siendo regidos desde sus inicios por padres jesuitas. En el año 1583 y 1588 es ampliado y es cuando se conoce por primera vez con el nombre de Colegio de Nuestra Señora de la Asunción, siendo regido por jesuitas hasta su expulsión en el siglo XVIII. Expulsados los jesuitas, el colegio permanece bajo el Real Patronato. De aquella época queda en el recuerdo la Capilla de la Asunción.
En 1792, por Real Cédula de 26 de marzo, se ordena que el Colegio de Ntra. Sra. de la Asunción se incorpore a la Universidad de Sevilla. Dice así:

Por Real Cédula de 26 de marzo último ha venido el Rey en mandar que el Colegio de Ntra. Sra. de la Asunción de Córdoba se incorpore a la Universidad de Sevilla, para el solo efecto de que en ella se admitan e incorporen los cursos de Filosofía y Teología que se tengan en el mismo Colegio.
Real Cédula. 26 de marzo de 1792

### Colegio de Humanidades
Desde la década de 1820, el Colegio de la Asunción pasa a llamarse Colegio Nacional de Humanidades. Así se recoge en la Gaceta de Madrid en muchas ocasiones. Una de las últimas referencias fue en mayo de 1839. 

Relación de los exámenes celebrados en el colegio titulado la Asunción.
En los días 16, 17 y 18 del presente se celebraron en el colegio nacional de nuestra Señora de la Asunción de esta ciudad exámenes públicos de filosofia , matemáticas y geografía, no solo con arreglo á las Reales órdenes vigentes, sino también según el método antiguo de ser preguntados los alumnos por personas entendidas en la materia invitadas al efecto.
Entre los sugetos que fueron convidados para examinadores asistieron los Sres. D. José Melchor Prat, gefe superior político; D. Juan Jiménez Cuenca, diputado provincial por Lucena; D. José Illescas, alcalde constitucional y magistrado honorario de lá audiencia de Granada; D. José Garrido y Portilla, canónigo magistral; D. Andrés Trevilla y Gil, canónigo doctoral; D. Manuel Gómez y D. Rafael de Lara, canónigos; D. Ramón Aguilar Fernández de Córdoba, excolegial del mayor de S. Bartolomé de Salamanca; D. Juan María de Gracia, antiguo catedrático de filosofía y matemáticas; D. Francesco Borja Pavón, farmacéutico mayor del, hospital general; Don Mariano Portichuelo, facultativo matemático, y los Sres. ingenieros D. Valentín del Rio y D. Miguel Fourdinier, que accidentalmente se hallaban en esta ciudad, sugetos conocidos por su amor á las letras, todos los cuales se esmeraron en hacer lucir á unos jóvenes que la mayor parte eran en su línea superiores á todo elogio, tanto por la clase de conocimientos que desenvolvieron, como asimismo por la facilidad y orden con que satisfacían á todas las preguntas hechas sobre sus respectivas asignaturas. En lógica, en física, en filosofía moral, en matemáticas y en geografía hubo jóvenes tan sobresalientes que parecía no se podrían presentar mejores en ningún establecimiento del reino.
Gaceta de Madrid, 31 de mayo de 1839.

De agosto de 1840 es una publicación del Colegio, dirigida Al Excmo. Sr. Francisco Armero y Peñaranda, Secretario de Estado y del Despacho de Marina, Comercio y Gobernación de Ultramar y antiguo alumno del colegio, realizada por el director, José Antonio de Medina. La memoria recoge el anuncio de los exámenes de septiembre de 1840 por Francisco Barbudo Ramos, de la clase de Primeras Letras, Miguel Riera Hidalgo, profesor de Latinidad, y Diego Monroy Aguilera, profesor de Dibujo. Aparecen los nombres de los alumnos matriculados en cada una de las asignaturas y recuerda que en mayo de ese mismo año tuvieron lugar los exámenes de Filosofía, Matemáticas y Francés.

### Instituto Provincial de Segunda Enseñanza

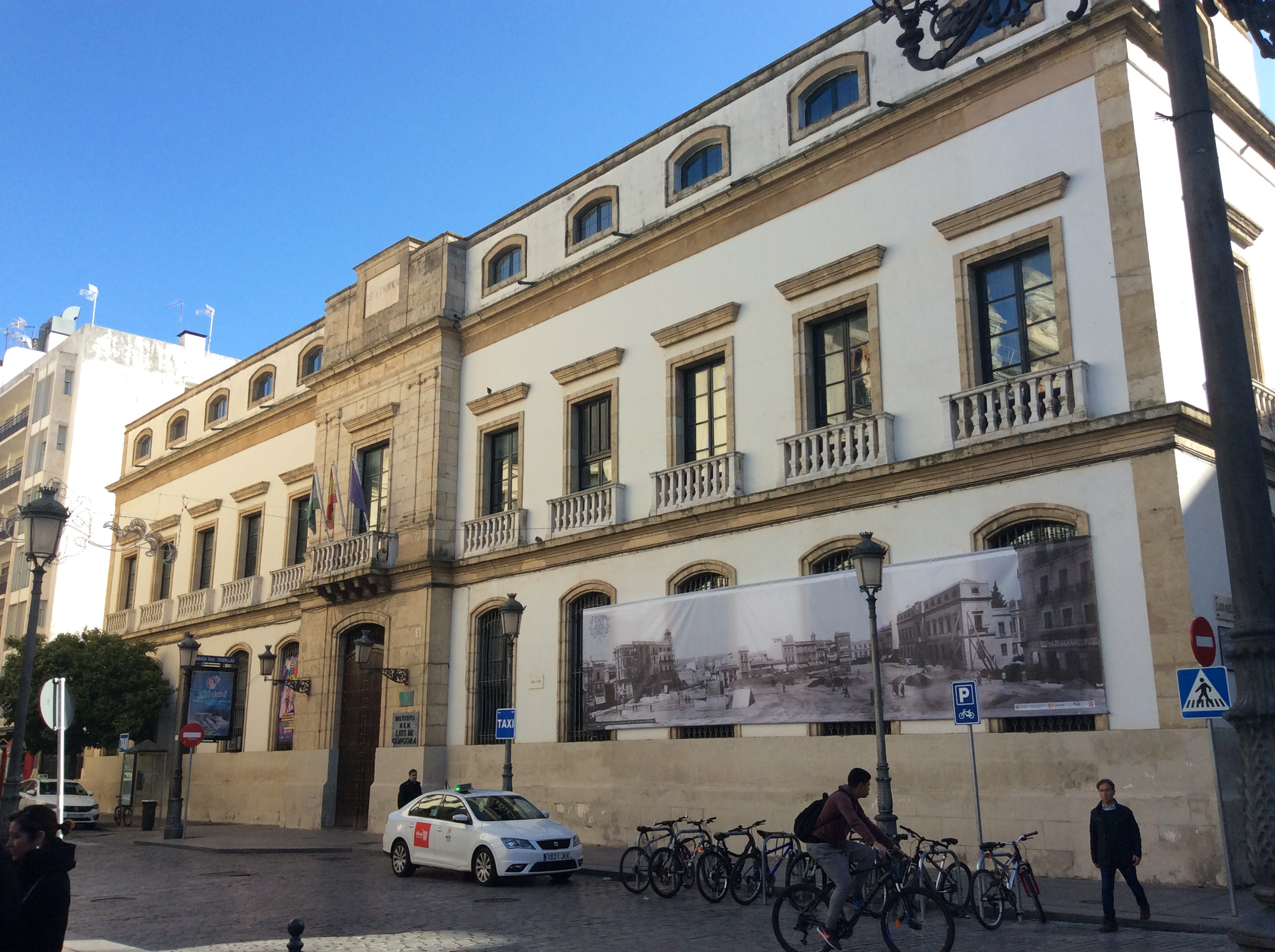
Instituto de Educación Secundaria Luis de Góngora (Córdoba).

En el año 1841, pocos días después de la proclamación de Baldomero Espartero como Regente único, por Real Orden del Ministerio de la Gobernación de 18 de mayo, se crea el Instituto de Segunda Enseñanza de Córdoba por transformación del Colegio de la Asunción a partir del próximo curso 1841-42. Sin embargo, tres meses después se suspende la orden por falta de medios. Las nuevas cátedras anejas a la condición de Instituto se retrasarían varios cursos. 
El nuevo instituto echará a andar en efecto en el curso 1846-1847, siendo inaugurado en mayo de 1847 en presencia de las autoridades locales. Su primer director fue José Antonio de Medina, que lo fue con anterioridad del Colegio de la Asunción, que se jubilaría en agosto de 1848.

#### Memorias anuales
Desde 1854 existen Memorias anuales de la vida del Centro. Las memorias se confeccionaban durante el curso y se leían a finales de octubre o principios de noviembre del curso siguiente. Eran incumbencia del secretario del instituto, que las leía en acto público, en presencia de las autoridades educativas. Se publicaban en imprenta y se enviaban a la Dirección General primero, y luego, desde 1900, al Ministerio de Educación. La primera Memoria, leída el 2 de junio de 1854 por el director Juan Antonio de la Corte y Ruano-Calderón, que tomó posesión el 1 de enero de 1851, resume la vida del Centro entre 1851 y 1853, es decir un trienio completo. Fue publicada por la imprenta de Fausto García de Tena.

##### Cursos 1851-1853
El director del Centro, Juan Antonio de la Corte, catedrático de Psicología y Lógica y Gefe superior Delegado de la Escuela Normal Elemental de Córdoba, comienza la Memoria con la naturaleza y los objetivos del Instituto Provincial de 1ª clase y de su Colegio adjunto: 

como Colegio, la educación religiosa, moral y social de que necesitan las personas acomodadas del país, y la artística é industrial precisa á las clases pobres.

A continuación resume las actividades literarias y artísticas realizadas en el Centro, en las que se contó con la presencia del obispo de la diócesis, Manuel Joaquín Tarancón.